# Suzume
Suzume (japanisch すずめの戸締まり Suzume no Tojimari, internationaler Titel: Suzume) ist ein Animationsfilm des japanischen Regisseurs und Drehbuchautors Makoto Shinkai, der durch das Animationsstudio CoMix Wave Films realisiert wurde. Der Film feierte seine Uraufführung am 11. November 2022 in den japanischen Kinos. Die internationale Premiere fand im Februar 2023 im Hauptwettbewerb der Internationalen Filmfestspiele Berlin statt. Suzume erhielt durchgehend positive bis sehr positive Kritiken und wurde in mehreren Ländern zu einem großen Erfolg an den Kinokassen.

## Handlung
Die 17-Jährige Waise Suzume lebt bei ihrer Tante in einer ruhigen Stadt auf Kyūshū im Südwesten Japans. Eines Morgens trifft sie auf dem Schulweg einen gutaussehenden jungen Mann, der nach einer „Tür“ in einer verlassenen Stadt sucht. Sie weist ihm den Weg und folgt ihm aus Neugier. In einem verlassenen Dorf findet sie tatsächlich eine einsame Tür. Als sie hindurchtreten will, sieht sie eine fremde Welt, in die sie aber nicht eintreten kann. Bei ihren Versuchen löst sie einen Stein, der zuerst eiskalt ist und sich dann in ein Wesen verwandelt, das davonläuft. Die verunsicherte Suzume kehrt in die Schule zurück. Von dort sieht sie später ein Wesen aus den Ruinen aufsteigen, das sonst aber niemand sehen kann, und ein Erdbeben erschüttert die Stadt. Sie kehrt in die Ruinen zurück, wo der junge Mann die Tür, aus der das Wesen aufsteigt, zu verschließen versucht. Schließlich stürzt der aus der Tür gekommene riesige Wurm auf die Stadt und verursacht ein erneutes Erdbeben. Beide kehren zu Suzumes Heim zurück, wo sie den Mann verarztet, der sich als Sōta Munakata vorstellt. Er ist ein Wächter, der die Tore hütet und verschließt, durch die die Erdbeben verursachenden Teile des Wurms nach Japan eindringen. Der Wurm lebt in der Gegenwelt, die man durch die Tore sehen kann, unter ganz Japan. Da taucht eine kleine Katze auf, die nicht nur sprechen kann, sondern Sōta in einen von Suzume aufbewahrten Kinderstuhl bannt. Sie war der Siegelstein, den Suzume unwissentlich entfernt hat. Nun beansprucht die Katze Suzume für sich und möchte Sōta aus dem Weg haben. Die Katze flieht, da er zurückverwandelt werden möchte.
Auf der Jagd nach der Katze folgen die beiden – Sōta weiterhin in der Gestalt des Stuhls – ihr durch mehrere Städte Japans. Die Katze, die sich Daijin nennt, macht es ihnen leicht, indem sie sich immer wieder für Soziale Medien ablichten lässt. Immer wieder taucht der Wurm aus Toren auf, während die Katze in unmittelbarer Nähe ist. Mit vereinten Kräften und Sōtas Macht als Wächter versiegeln sie die Tore und verhindern Erdbeben. Auf ihrem Weg lernt Suzume Menschen kennen, die sie unterstützen und bei denen sie übernachten kann, auch wenn sie über ihre Mission nichts verraten kann. Während sie schließlich in Tokio ankommen, hat sich Suzumes Tante Tamaki immer größere Sorgen gemacht und reist hinterher. In der Stadt lernt Suzume die Wohnung von Sōta und seinen Kommilitonen Tomoya Serizawa kennen, der ebenfalls auf Lehramt studiert. Sie finden das Tor in Tokio, können es aber nicht erreichen. Der dort auftauchende riesige Wurm ist nicht zu bändigen. Schließlich erkennt Sōta, dass Daijin ihn zum neuen Siegel gemacht hat, und in Ermangelung einer Alternative versiegelt die verzweifelte Suzume mit ihm als Siegelstein den Wurm.
Suzume will Sōta, in den sie sich verliebte, nicht aufgeben und sucht Rat bei seinem schwerkranken Großvater, der ebenfalls Wächter ist. Doch dieser sieht keinen anderen Weg und in Sōtas Einsatz ein notwendiges Opfer. Er ist nun in der Gegenwelt, die Welt der Toten, in die kein lebender Mensch gelangen kann. Doch Suzume erzählt, dass sie dort einmal in ihrer Kindheit war, und der Großvater bestätigt, dass jeder Mensch eine Tür hat, durch die er gehen kann. Daher macht sie sich auf den Weg in ihre alte Heimatstadt. In Tokio trifft sie Serizawa, der sie um Sōtas Willen an ihr Ziel fahren will, und ihre Tante, die kurzentschlossen mitreist. Auch Daijin schließt sich an und wird bald von Sadaijin begleitet, einer großen schwarzen Katze, die das Siegel in Tokio war. Sie reisen nach Tōhoku, wo Suzumes Mutter 12 Jahre zuvor beim Tōhoku-Erdbeben ums Leben kam und Suzume in den Ruinen ihrer Heimatstadt durch die Tür ging. Sie kann die Tür ausfindig machen und geht hindurch, begleitet von den beiden Göttern in Katzengestalt. Inmitten einer brennenden Landschaft trifft sie auf den Wurm, den Sadaijin in Schach halten kann, während Suzume zu Sōta läuft. Sie kann ihn erlösen und ihm seine menschliche Gestalt zurückgeben. Als Ausgleich kehrt Daijin zu seinem Dasein als Siegelstein zurück und zusammen mit Sadaijin kann der Wurm wieder versiegelt werden. Sōta ist befreit, trennt sich jedoch wieder von Suzume, um noch weitere Tore zu versiegeln. Aber er verspricht, sie zu besuchen. Serizawa bringt sie zurück nach Tokio und mit ihrer Tante reist Suzume erneut über all die Stationen der Hinreise und zu den dort lebenden Menschen zurück nach Kyūshū.

## Produktion
Suzume no Tojimari wurde wie auch andere Filme von Makoto Shinkai von dem japanischen Animationsstudio CoMix Wave Films produziert. Makoto Shinkai selbst schrieb das Drehbuch und führte Regie. Das Charakterdesign entwarf Masayoshi Tanaka und die künstlerische Leitung lag bei Takumi Tanji. Die Animationsarbeiten leitete Kenichi Tsuchiya. Als Produzenten waren Genki Kawamura und Kōichirō Itō verantwortlich. Die Vorproduktion begann im Januar 2020, das Skript wurde von April bis August des gleichen Jahres ausgearbeitet. Die Storyboards entstanden von September 2020 bis Dezember 2021. Die Animationsarbeiten wurden im April 2021 begonnen.
Die Musik zum Film komponierte Kazuma Jinnouchi zusammen mit der japanischen Rockband Radwimps, die bereits Shinkais Animationsfilme Your Name und Weathering With You musikalisch bereicherte. Der Soundtrack zum Film besteht aus 29 Stücken, die zeitgleich mit dem Film veröffentlicht wurden.

## Synchronisation
Die deutsche Synchronfassung entstand bei VSI Berlin, Dialogbuch und Regie führte René Dawn-Claude, die Übersetzung stammt von Anja Truong.
| Rolle              | Originalstimme     | Deutsche Stimme      |
| ------------------ | ------------------ | -------------------- |
| Suzume Iwato       | Nanoka Hara        | Emilia Raschewski    |
| Sōta Munakata      | Hokuto Matsumura   | Oscar Räuker         |
| Tamaki Iwato       | Eri Fukatsu        | Giuliana Jakobeit    |
| Minoru Okabe       | Shota Sometani     | Daniel Welbat        |
| Rumi Ninomiya      | Sairi Ito          | Britta Steffenhagen  |
| Chika Amabe        | Kotone Hanase      | Helen Blaschke       |
| Tsubame Iwato      | Kana Hanazawa      |                      |
| Hitsujirō Munakata | Matsumoto Hakuō II | Hanns-Jörg Krumpholz |
| Tomoya Serizawa    | Ryūnosuke Kamiki   | René Dawn-Claude     |
| Daijin             | Ann Yamane         | Cathlen Gawlich      |
| Miki               | Aimi               | Özge Kayalar         |

## Veröffentlichung
Der Anime wurde erstmals im Dezember 2021 angekündigt. Der Vertrieb liegt bei Tōhō. Premiere des Films war am 11. November 2022 in Japan. Die internationale Premiere fand am 23. Februar 2023 bei den Internationalen Filmfestspielen Berlin statt, wo das Werk im Hauptwettbewerb des Festivals lief. Am 2. März kam der Film in Taiwan, Hongkong und Macau in die Kinos, es folgten weitere Kinopremieren in mehreren Ländern. Kinostart in Deutschland war der 13. April, in Österreich der 14. April 2023. Bereits am 11. April fanden erste Vorführungen statt. Am 17. November 2023 wurde der Film auf Crunchyroll veröffentlicht.
In Deutschland erschien Suzume am 5. April 2024 auf DVD und Blu-ray, unter anderem in einer Standard-, Steelbook- und Collectors-Edition. Letztere beinhaltet neben einem Artbook und weiterem Bonusmaterial auch eine spezielle Schlussszene.

## Adaptionen
Eine Umsetzung der Geschichte als Roman erschien am 24. August 2022 bei Kadokawa Bunko. Ein Teil des Romans war auch in einem Booklet enthalten, das bei der Kadobun Summer Fair am 10. Juni 2022 herausgegeben wurde. Eine Adaption als Manga durch Denki Amashima startete im Oktober 2022 im Magazin Afternoon bei Kōdansha. Der Verlag brachte die Kapitel ab März 2023 auch in drei Sammelbänden heraus. Die deutschsprachige Ausgabe der Romanadaption erschien am 12. März 2024 bei Egmont Manga. Der Manga erschien von August 2024 bis Februar 2025 vollständig auf Deutsch beim gleichen Verlag.

## Rezeption

### Publikumserfolg
An den ersten drei Spieltagen des Animationsfilms in Japan spielte Suzume no Tojimari einen Betrag von 1,88 Milliarden Yen an verkauften Tickets ein und wurde so zu Shinkais erfolgreichstem Filmstart. Bis April 2023 spielte der Film 221 Millionen Dollar ein, davon 14 Milliarden Yen (109 Millionen Dollar) in Japan. Auch in China war der Film mit 82 Millionen Dollar in 10 Tagen nach Start erfolgreicher als Your Name und wurde der bestbesuchte japanische Film in China überhaupt. In Südkorea stand Suzume vier Wochen an der Spitze der Kinocharts, spielte 30 Millionen Dollar ein und wurde damit ebenfalls erfolgreicher als Your Name.

### Nominierungen und Auszeichnungen
Suzume no Tojimari erhielt 2023 eine Einladung in den Wettbewerb um den Goldenen Bären, den Hauptpreis der Berlinale. Ebenfalls nominiert war der Anime bei mehreren Preisen in Japan: dem Hochi-Filmpreis und dem Mainichi Eiga Concours in zwei Kategorien. Auch beim Japanese Academy Award war der Film in zwei Kategorien nominiert und erhielt den Preis für die beste Musik. Weiterhin erhielt er eine Nominierung für den Golden Globe als Bester Animationsfilm.

### Internationale Kritiken
Der Anime erfreut sich ausgesprochen positiver Kritiken. Bei Anime News Network wird er folgendermaßen charakterisiert: „Insgesamt ist Suzume no Tojimari ein fantastischer Film. Die Geschichte hat sehr gute Charaktere und zielt darauf, einen zum Lachen und Weinen zu bringen. Thematisch handelt es sich um eine fundierte Erkundung, sich mit dem Verlust abzufinden und zu lernen, zu anderen Menschen Verbindungen aufzubauen. Die visuellen Effekte sind beeindruckend und sie haben die Musik, die dazu passt“ („All in all, Suzume no Tojimari is a fantastic movie. The story has great characters and is laser targeted to make you laugh and cry. Thematically, it is a solid exploration of coming to terms with loss and learning to let people in. The visuals are stunning, and it has the music to match.“). Noah Oskow nannte den Anime „einen der aufregendsten Animefilme, die ich in den letzten Jahren gesehen habe“. Jedoch wird bei Timeout auch darauf hingewiesen, dass Suzume neben der atemberaubenden Schönheit der Bilder inhaltlich die gleiche, nur neu aufbereitete Formel wie Shinkais vorherige Filme präsentiert. Und die Geschichte hinter den magischen Türen würde nie wirklich aufgeklärt, sie dienten nur dem Fortgang der Handlung. Dennoch und trotz ärgerlich störender Produktplatzierung von McDonald’s sei der Film beeindruckend.

### Deutschsprachige Kritiken
Kritiken aus dem deutschsprachigen Raum loben einhellig die Bildgewalt des Films und dessen Liebe zum Detail. Es „dominieren Pastelltöne, die Infrastruktur wie Zugstrecken und die Bauten in den Städten mit der Küstenlandschaft verschmelzen lassen“, so die TAZ, und der NDR nennt Animation, die mit Licht und Schatten spielen, „mit Dunkel und Hell, mit intensiven Farben“. In der FAZ wird auf die Arbeitsweise Shinkais eingegangen: „Er lässt bei Fotovorlagen einerseits Details übermalen, die bloß vorgefundene Natur statuieren, und andererseits Lichtreflexe ergänzen, um Blickarchitekturen zu bauen, als wollte er der Aufmerksamkeit gastfreundlich Obdach gewähren – ohne übertriebene Fülle allerdings, spartanisch, klar. Technik ist ihm stets Zündvorrichtung für Seelisches“. Dennoch finde auch profanes, anders als in den meisten Filmen, in diesem Anime Platz. Shinkai schätze „realistische, sogar naturalistische Momente und nimmt dafür in Kauf, dass vieles, was er zeigt, kaum durch seine Autorenpersönlichkeit gefiltert scheint. Er spielt sozusagen Jazz an sich“ und es „werden selbst Requisiten tiefenlaunisch“. Am Inhalt werden die „inspirierende Botschaft über Freundschaft, Zusammenhalt und Durchhaltevermögen“ und „Fantasiereichtum, […] Unterhaltsamkeit und Emotionalität“ gelobt. Es sei ein „fesselndes Roadmovie über Verlust, Trauer, Mut und jugendliche Selbstfindung, das zu keiner Sekunde langweilt“, so die Aachener Zeitung. „Bis zum positiv-tränenreichen Ende werden die grandiosen Bilder von einem Potpourri aus Bigband-Sounds, großem Orchester und japanischen Schlagern unterlegt“. „Die Portale sind an verlassenen Orten, an denen schon vorher Naturkatastrophen stattfanden, und das nicht nur als übliche Standardtüren, sondern auch als obskure Riesenrad-Kabinen oder im Untergrund. Durch diese Vergänglichkeit des Seins wird ein morbider Charme der Lost Places spürbar“, schreibt Marcel Kober vom deadline Magazin. „Was passiert, wenn man hinter die Tür sieht? Man blickt in eine Anderswelt“.
Auf die Themen gehen viele Kritiken stärker ein: Der NDR nennt Verlustbewältigung und besonders die Behandlung des Tōhoku-Erdbebens 2011, verweist auch auf die atomare Katastrophe in Fukushima und ihre Folgen. Zehn Jahre nach der Katastrophe traue sich Shinkai, „ganz offen von den Wunden der japanischen Gesellschaft“ zu erzählen. Und der „emotionale Kern der Geschichte ist der traumatische Verlust der Mutter“ durch das Erdbeben. „"Suzume" vereint Fantasy mit der klassischen Coming-of-Age-Geschichte, Verlustbewältigung mit Traumaaufarbeitung. Ein Film, der selbst wie eine Naturgewalt daherkommt“. Laut Taz sei die Handlung schlicht, aber die kluge Kombination von Coming-of-Age und Roadmovie „mit Elementen der Mythologie elegant und überraschend“. Doch die Dialoge lassen „einem in ihrer Belanglosigkeit schaudern“ und „folgen strikten Genderklischees“, die „fest betoniert sind“. Auch Magdalena Pulz verweist in der SZ auf die kollektiven japanischen Traumata, in die der Film reise. „Es ist dieser Schmerz, die Angst vor der Natur, die Makoto Shinkai in seinen Animefilmen immer wieder erkundet“ und der nun erstmals konkret den Fukushima-Tsunami berühre. In den Schlussbildern der Anderswelt mit der brennenden Stadt erkennt Pulz auch einen Verweis auf Hiroshima und Nagasaki. Dabei werde das Thema mit einer Leichtigkeit angegangen, die dafür dringend gebraucht werde. Dazu trage bei, dass die Dialoge eine heitere Unschuld verströmten und die Geschichte „auch die kleinen Katastrophen und Ablenkungen im Leben eines jungen Menschen ernst“ nimmt. Zur Abwechslung brauche in Suzume der „männliche Held, bestimmt dazu, das Land zu retten, […] die Hilfe einer Siebzehnjährigen“. Der Film sei „ein ehrgeiziges Unterfangen – und es gelingt ihm nicht immer, die zahlreichen Motive und Anspielungsebenen, die unterschiedlichen Tonlagen des Märchen- und des Genrefilms zu einem harmonischen Bild zu verbinden: sprechende Möbel, sprechende Tiere, ein "Sailor Moon"-artiger Glitzerschlüssel, eine wurmartige Gottheit und immer wieder japanische Schlager“. „In dieser Gleichzeitigkeit besteht hier die Kunst: eine junge Frau, die mit Tod und Verlust ringt, und nebenher immer mal wieder mit einem sprechenden Stuhl flirtet“. In der Frankfurter Rundschau widmete sich Daniel Kothenschulte dem „episch-romantische[n] Monumentalgemälde, das noch einmal jenem schrecklichen Erdbeben nachspürt, für das auf der Welt der Name Fukushima steht“. Statt sie nachzubilden, nehme Shinkai den Nachhall der Katastrophe auf: „ein Gefühl einer noch immer brüchigen, nicht verheilten Welt“. Darüber hinaus nennt Kothenschulte diverse Anspielungen und Verweise: Der dreibeinige Kinderstuhl kam bereits im Kurzfilm Paulette’s Chair von Hiroyasu Ishida 2014 sehr ähnlich vor. Unter mehreren „Verbeugungen vor dem Großmeister [Hayao Miyazaki]“ ist „besonders prominent ist eine Hommage an dessen“ Kiki’s Delivery Service in Form eines eingespielten Liedes. „Leider legen sich all diese Elemente aus zweiter Hand vor das tragende große Stimmungsbild, und wiederkehrende Situationen rund um die Suche nach den Türen führen in eine Art Episoden-Dramaturgie“, man sei im Anime und auch bei Shinkai schon deutlich weiter gewesen. „Seine größte Qualität hat dieser Film nicht in den durchaus liebenswerten Details, sondern in einer allgemeingültigen, hoch emotionalen Metaphorik, die es erlaubt, zwei große Themen in einem zu verhandeln. Zum einen ist da jene besonders unter Jugendlichen erlebte Vereinsamung während der Corona-Lockdowns, die noch immer nachwirkt. Zum anderen jene tiefe, existenzielle Verunsicherung, die mit dem Klimawandel einhergeht“. In der FAZ sieht Dietmar Dath in Suzume auch einen Rückblick und eine Überprüfung Shinkais auf ein früheres Schaffen, nachdem er aus dem Kompositionsprinzip von Your Name „eine wiederholbare Formel“ gemacht hat „und damit den von vielen geliebten Film einfach noch einmal zu drehen, weil’s so schön war“. Dennoch emanzipiere sich der Film von seinen Vorgängern ein Stück weit durch seine Titelheldin, die im Fokus steht und auf ihrer Reise „neue Bekanntschaften (vor allem mit Frauen verschiedensten Alters und Temperaments) schließen und neue Lebensweisen kennenlernen kann“. „Herzensbildung ist bei Makoto Shinkai eine Art Gesellschaftswissen, man erwirbt das unter Leuten. Tiere und andere Maskottchen liefern Fußnoten dazu; Daijin zum Beispiel lehrt in „Suzume“ die anderen Figuren, dass unbedingtes Geliebtwerdenwollen keineswegs von eigener Liebesfähigkeit zeugt, sondern geradezu deren Gegenteil maskieren kann“. Und durch alle Lektionen schimmere das schwere Thema des Films, „der den zerstörerischen Kräften des Verschwindens und Vergessens entgegentritt“: „Was schulden die Lebendigen den Toten?“ Die an den Türen zu hörenden „Stimmen der Vergangenheit“, als „akustische Schemen“, „sind der Schlüssel zur poetischen Ethik der Versöhnung mit dem Verschwinden, die „Suzume“ formuliert“. So sei die Suzumes Lektion: „Wer die Toten nicht ehren und betrauern kann, fällt schon zu Lebzeiten unter sie.“